# 瑠己也
瑠己也（るきや、1月17日 - ）は、日本の俳優。年齢は非公開。鹿児島県出身。AZ PROMOTION所属。

## 略歴
幼い頃、ドラマを観て地球ではない別の惑星をカメラで覗いていると思っており、大人になったら旅行に行きたいという夢を持っていた中、テレビという存在を知り「この中の世界は地球なんだ」と身近に感じたのをキッカケに俳優という職業に興味を持つ。
後に上京をし、フリーで活動する中AZ PROMOTIONに所属。

## 人物
空手を7年・柔道を3年間習っていた。特技は料理。
趣味は小説執筆、アニメ、カメラ。
「様々な表現に触れて活かせるものは吸収したい」と俳優を主軸とし、モデル、声優などにも取り組んでいる。164cmの身長を己の武器に変えた小さな巨人で、説得力ある演技が持ち味。

## 出演

### テレビドラマ
- TOKYO MER〜走る緊急救命室〜 第10話（2021年7月4日、TBS） - 医学生 役
- 仮面ライダーリバイス 第16話（2021年8月28日、テレビ朝日） - 隊員 役[2]
- 月曜プレミア8 再雇用警察官4 （2022年7月4日、テレビ東京） - 川手健吾 役
- 口を揃えた怖い話「都市伝説の妖怪」（2022年12月20日、TBS） - 主演・佐敷はじめ 役
- ドラマ10 大奥（2023年1月10日、NHK） - 綱吉編 レギュラー 中臈 役
- ペンディングトレイン-8時23分、明日 君と 第5話（2023年4月21日、TBS） - 黒服 役
- 火曜ACTION! 僕たちの校内放送（2023年8月2日、フジテレビ） - 佐々木健三 役
- ドラマ10 大奥 season2 第6話（2023年10月3日、NHK） - 使いの者 役
- 特捜9 final season 第5話（2025年5月7日、テレビ朝日） - 入江秀哉 役[3]

### ウェブドラマ
- ドクターXスピンオフ「ドクターエッグス」（2021年10月7日、TERASA） - 中田大樹 役
- 美少女図鑑「蝶」（2023年2月25日） - 古澤亮 役
- 令和JKと平成ギャル（2023年11月21日、BUMP） - アキト 役
- 十角館の殺人（2024年3月22日、Hulu） - カー 役[4]

### 映画
- HiGH&LOW THE WORST X（2022年9月9日 - 、松竹） - 鬼邪高校　中・中一派 役
- サイレントラブ（2024年1月26日 - GAGA） - 高校生 役

### 舞台
- 音楽劇「黒と白-purgatorium-amoroso」 （2021年6月30日 - 7月4日　ムービック×サンライズプロモーション東京） - エラト役

### MV
- 森澤森人「ラストシーン」（2021年7月）
- MOGURA「かげろう」（2021年10月）
- ハモネプリーグ2022「紅蓮華」（2022年3月 - フジテレビ）
- Fog「愛して」（2022年11月）
- すりぃ「ジタバタ」（2023年3月）

### CM
- 損保ジャパン「入院パスポート」（2021年6月）
- TRPG「ダンジョンズ&ドラゴンズ」（2022年8月）
- カネボウ化粧品「UNLICS」（2022年12月）
- マイナビ「マイナビ予約リスト」（2023年2月）
- ホーユー 創立100年記念CM「髪色は決意の証篇」（2023年6月）
- IDOM「ガリバー新春初売り2024」（2023年12月）
- 株式会社ベーシック「formrun(フォームラン)」（2024年7月）
- マジック・ザ・ギャザリング『ダスクモーン：戦慄の館』（2024年9月）
- 社食デリ『社員を救う箱型ヒーロー篇　他1篇　お弁当マン 役』（2024年10月）
- 宅配寿司『銀のさら』（2025年4月）